# Gewerbesteuerkraft
Die Gewerbesteuerkraft ist ein Begriff aus der Finanzpolitik. Sie dient dazu, Gemeinden mit unterschiedlichem Hebesatz und unterschiedlicher Bevölkerungszahl bezüglich ihrer Gewerbesteuer vergleichbar zu machen.

## Berechnung
Ermittelt wird die  absolute Gewerbesteuerkraft, indem das Gewerbesteueraufkommen einer Gemeinde durch den tatsächlichen Hebesatz geteilt und mit einem normierten Hebesatz multipliziert. Dieser normierte Hebesatz ist meist der durchschnittliche Hebesatz des Bundeslandes. Bei Vergleichen über mehrere Bundesländer wird häufig ein normierter Satz von 250 % gewählt. Natürlich kann auch ein normierter Steuersatz von 100 % angesetzt werden.
{\displaystyle {\text{Gewerbesteuerkraft}}_{\text{absolut}}={\frac {\text{Gewerbesteueraufkommen}}{{\text{Hebesatz}}_{\text{tatsächlich}}}}\cdot {\text{Hebesatz}}_{\text{normiert}}}
Um Kommunen unterschiedlicher Größe vergleichbar zu machen, wird die absolute Gewerbesteuerkraft durch die Einwohnerzahl geteilt. Dadurch wird eine Aussage relativ zu den Einwohnern möglich.
{\displaystyle {\text{Gewerbesteuerkraft}}_{\text{relativ}}={\frac {{\text{Gewerbesteuerkraft}}_{\text{absolut}}}{\text{Einwohnerzahl}}}}

## Beispiel
Als Beispiel dienen hier die Werte von Köln und Stuttgart aus dem Jahre 2009:
|                             | Köln       | Stuttgart  |
| --------------------------- | ---------- | ---------- |
| Gewerbesteueraufkommen 2009 | 783.188 T€ | 679.871 T€ |
| tatsächlicher Hebesatz 2009 | 450 %      | 420 %      |
| normierter Hebesatz         | 250 %      | 250 %      |
| absolute Gewerbesteuerkraft | 435.104 T€ | 404.685 T€ |
| Einwohnerzahl               | 1.019.328  | 592.915    |
| relative Gewerbesteuerkraft | 427 €/Ew.  | 683 €/Ew.  |

Köln hat auf den ersten Blick ein um 15 % höheres Gewerbesteueraufkommen als Stuttgart. Nach der Bereinigung um die unterschiedlichen Hebesätze, der Normierung, liegt die absolute Steuerkraft nun nur noch 7 % höher als die Stuttgarter. Bezieht man jedoch die Werte auf die Einwohnerzahl, so wird deutlich, dass die relative Gewerbesteuerkraft Kölns 37 % unter dem Stuttgarter Wert liegt.

## Statistik
Der Bundesdurchschnitt der relativen Gewerbesteuerkraft bei einem normierten Hebesatz von 250 % lag 2009 bei 255 €/Ew. Für die einzelnen Bundesländer stellt sich die situation wie folgt dar.
| Bundesland             | Gewerbesteueraufkommen € / Ew. | Gewerbesteuerkraft € / Ew. bei Hebesatz 250 % | gewogener Durchschnittshebesatz |
| ---------------------- | ------------------------------ | --------------------------------------------- | ------------------------------- |
| Hamburg                | 883                            | 470                                           | 470 %                           |
| Hessen                 | 522                            | 338                                           | 386 %                           |
| Bayern                 | 454                            | 312                                           | 364 %                           |
| Baden-Württemberg      | 436                            | 302                                           | 360 %                           |
| Bremen                 | 514                            | 296                                           | 434 %                           |
| Nordrhein-Westfalen    | 449                            | 259                                           | 434 %                           |
| Schleswig-Holstein     | 304                            | 225                                           | 337 %                           |
| Niedersachsen          | 332                            | 222                                           | 374 %                           |
| Saarland               | 349                            | 213                                           | 409 %                           |
| Rheinland-Pfalz        | 307                            | 209                                           | 367 %                           |
| Brandenburg            | 250                            | 195                                           | 321 %                           |
| Berlin                 | 280                            | 171                                           | 410 %                           |
| Sachsen-Anhalt         | 215                            | 155                                           | 348 %                           |
| Sachsen                | 251                            | 153                                           | 411 %                           |
| Thüringen              | 201                            | 148                                           | 341 %                           |
| Mecklenburg-Vorpommern | 175                            | 127                                           | 344 %                           |